# Ortahacıahmetli, Çiçekdağı
Ortahacıahmetli là một xã thuộc huyện Çiçekdağı, tỉnh Kırşehir, Thổ Nhĩ Kỳ. Dân số thời điểm năm 2010 là 87 người.